# Nordestina
Nordestina est une municipalité brésilienne de l'État de Bahia et la Microrégion d'Euclides da Cunha.